# Since I've Been Loving You
"Since I've Been Loving You" é uma canção de blues da banda britânica de rock Led Zeppelin, lançada em 1970 em seu terceiro álbum de estúdio Led Zeppelin III.

## História
Esta foi uma das primeiras músicas a ser preparadas para o Led Zeppelin III. Ela foi gravada ao vivo no estúdio com quase nenhum overdub. John Paul Jones tocou Órgão Hammond usando os pedais para a linha de baixo. Foi a única faixa do álbum que chegou a ser tocada em concerto pela banda antes do lançamento, mas foi considerada a mais difícil de ser gravada. Uma das histórias menciona o guitarrista Jimmy Page desistindo brevemente após inúmeras tentativas de gravar o solo. Aparentemente incapaz de conseguir o que queria, ele deixou o instrumento de lado e começou a caminhar pelo estúdio para tentar organizar as idéias. Do lado de fora da área de gravação havia um amplificador desligado, e foi este que ele acabou usando na gravação que ficou famosa. O engenheiro de som Terry Manning considerou o solo "o melhor solo de guitarra do rock de todos os tempos".
Como a gravação foi feita ao vivo, é uma das poucas músicas onde se pode ouvir o rangido do pedal do baterista John Bonham no estúdio, sendo os outros "The Ocean", "The Rain Song" e "Dancing Days" do Houses of the Holy de 1973, a própria "Houses Of The Holy" e "Ten Years Gone" do Physical Graffiti de 1975, "Bonzo's Montreux" e "I Can't Quit You Baby" do álbum Coda de 1982. Em uma entrevista para a revista Guitar World, em 1993, Jimmy Page comentou sobre isso enquanto falava sobre a remasterização dos álbuns do Led Zeppelin:
| “ | O único problema de verdade que eu lembro de ter encontrado foi quando juntamos as faixas para a coletânea pela primeira vez. Havia bastante rangido do pedal do bumbo em "Since I've Been Loving You". Ele soa mais e mais alto a cada vez que eu ouço a música! [risos] Foi algo que, infelizmente, não se percebeu na época. | ” |

## Créditos
- Robert Plant – vocal
- Jimmy Page – guitarra, letra
- John Paul Jones – órgão Hammond, pedais de baixo
- John Bonham – bateria